# Novell ZENworks
Novell ZENworks ist eine System-Management-Software zum automatisierten Verwalten von Desktop-Computern und Servern. Novells Softwaresuite kann den gesamten Lebenszyklus von Servern, Desktop-PCs, Laptops, Handhelds und mobilen Geräten verwalten.
ZENworks läuft auf unterschiedlichen Server-Plattformen (u. a. Windows, Red Hat, SUSE, Open Enterprise Server) und Dateisystemen. Mit ZENworks kann ein Administrator unter anderem Windows- und Linux-Workstations und -Server sowie Mac-Workstations verwalten.
Zu den Funktionen der Software zählt zum Beispiel die automatisierte Versorgung von Computersystemen mit Updates (englisch: Patch Management), die Verwaltung von Benutzern und eine automatische Inventur der installierten Software nebst ihrer Lizenzen (englisch: Asset Management).
ZENworks ist das Akronym für Zero Effort Networks (deutsch sinngemäß: Mühelose Netzwerk[verwaltung]).

## Bestandteile
Die ZENworks Suite besteht im Juli 2015 aus sieben individuellen Paketen (siehe Abschnitt Funktionen):
| ZENworks Suite / Platform | ZENworks Suite / Platform                         | Paket                                 |
| ------------------------- | ------------------------------------------------- | ------------------------------------- |
| ZENworks Suite            | ZENworks 11 Platform                              | ZENworks Asset Management             |
| ZENworks Suite            | ZENworks 11 Platform                              | ZENworks Configuration Management     |
| ZENworks Suite            | ZENworks 11 Platform                              | ZENworks Endpoint Security Management |
| ZENworks Suite            | ZENworks 11 Platform                              | ZENworks Full Disk Encryption         |
| ZENworks Suite            | ZENworks 11 Platform                              | ZENworks Patch Management             |
| ZENworks Suite            | ZENworks Application Virtualization               |                                       |
| ZENworks Suite            | Novell Service Desk (Incident Management Edition) |                                       |

Das Paket „ZENworks Mobile Management“ ist im Juli 2015 noch nicht Bestandteil der Suite. Novell bietet außerdem die ITIL-Version des Novell Service Desk-Pakets an. Diese Version ist durch den Anbieter PinkVERIFY ITIL-zertifiziert und unterstützt zehn ITIL-Prozesse. Dazu zählen unter anderen Change, Incident, Problem und Service Level Management.
Kunden können die gesamte Suite kaufen oder zwischen einzelnen Paketen auswählen.

## Migration und Upgrade-Pfade

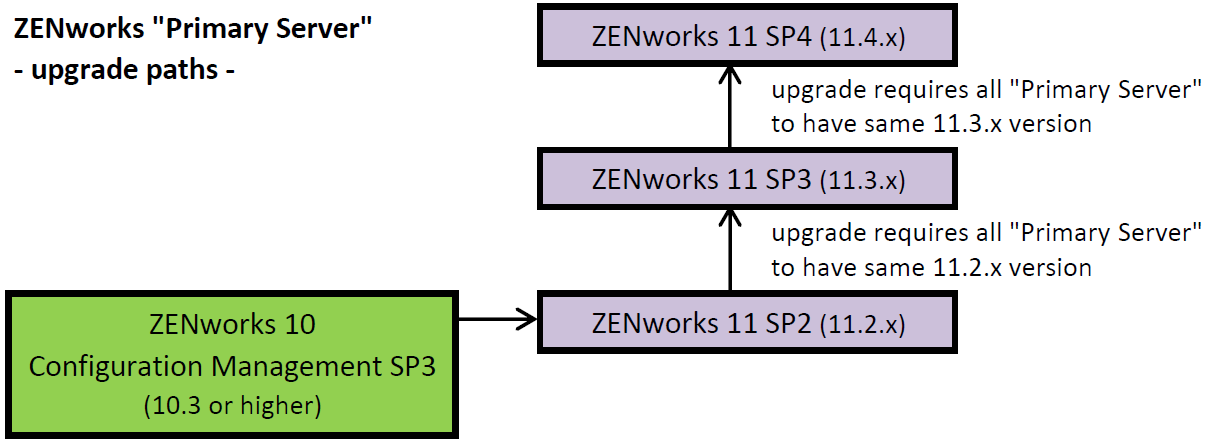
Novell ZENworks „Primary Server“: Upgrade-Pfade von Version 10.3 bis 11.4.

Bei einem Upgrade sind einige Voraussetzungen zu erfüllen:
- Systemvoraussetzungen der „Primary Server“ und „Satellites and Managed Devices“,
- benötigte Lizenzen für die gesamte Suite oder nur einzelne Pakete,
- Upgrade-Pfade,
- Tests der Upgrades,
- etc.

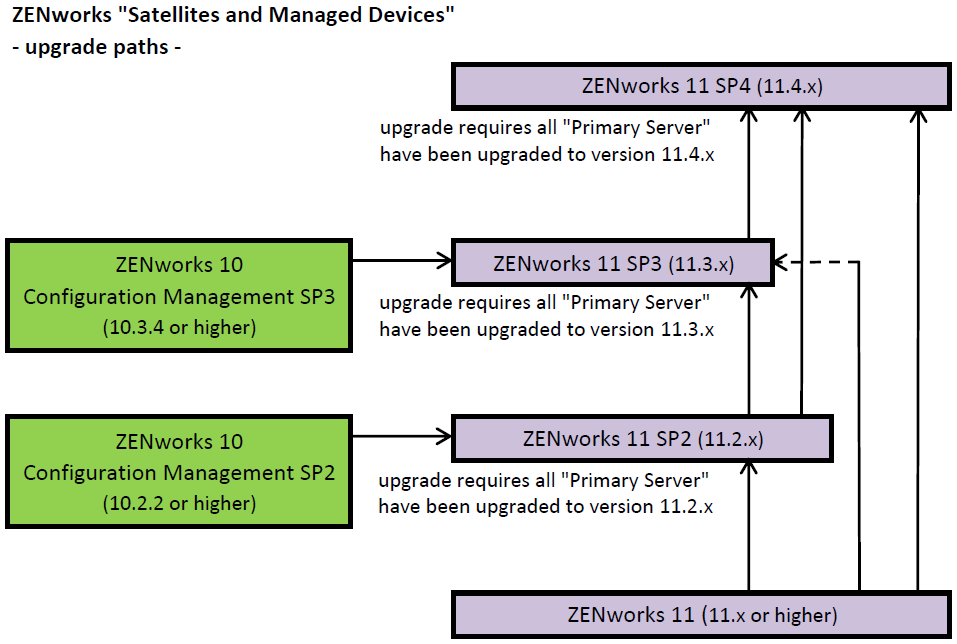
Novell ZENworks „Satellites and Managed Devices“: Upgrade-Pfade von Version 10.2.2 bis 11.4.

Zu den Voraussetzungen zählt beispielsweise, dass zunächst alle „Primary Server“ ein Upgrade z. B. auf ZENworks 11 SP4 erhalten. Erst dann sind die Voraussetzungen für ein Upgrade der „Satellites and Managed Devices“ auf ZENworks 11 SP4 gegeben.
Ein Upgrade der „Primary Server“ auf Version „ZENworks 11 SP 4“ erfordert, dass zuvor alle „Primary Server“ auf „ZENworks 11 SP 3“ mit derselben Version 11.3.x. aktualisiert werden. Ein Upgrade von „ZENworks 11 SP 3“ erfordert, dass zuvor alle „Primary Server“ auf „ZENworks 11 SP 2“ mit derselben Version 11.2.x. aktualisiert werden. Für ein Upgrade auf „ZENworks 11 SP 2“ muss mindestens „ZENworks 10 Configuration Management SP3 10.3“ auf den Servern installiert sein.
Ein Upgrade einer ZENworks-Version ist insbesondere bei den verwalteten Systemen („Satellites and Managed Devices“) eher einfach. So ist ein Update von „ZENworks 10 Configuration Management SP2 10.2.2“ oder neuer auf „ZENworks 11 SP 2“ möglich. Für ist ein Update auf „ZENworks 11 SP 3“ ist mindestens „ZENworks 10 Configuration Management 10.3.4“ notwendig. Ein Update auf „ZENworks 11 SP 4“ hingegen ist nur von einer „ZENworks 11“-Version möglich.

## Historie
ZENworks basierte am Anfang auf Teilen von Intels „LANdesk Manager“-Software, welches Novell von Intel lizenziert hatte. Novell änderte den Paketnamen in NAL (Novell Application Launcher). Der Erfolg von NAL führte zu erheblichem Wachstum in seiner Funktionalität, und das Produkt wurde in ZENworks umbenannt. Die "Novell Application Launcher"-Dienste und -Programmnamen für ausführbare Programme mit dem NAL-Prefix existieren weiterhin in dem Paket.
Der neue Name erschien 1998 zuerst mit ZENworks 1.0 und mit dem „ZENworks Starter Pack“, einer in NetWare 5.0 mitgelieferten limitierten Version. Novell fügte Server-Management-Funktionalität hinzu. Das Produkt wuchs zu einer kompletten Suite, die bis einschließlich "ZENworks 7.x" aus "ZENworks for Desktops" (ZfD) und "ZENworks for Servers" (ZfS) bestand. Seitdem fügt Novell immer wieder Komponenten zu der Suite hinzu, welche unter dem konsolidierten Namen "ZENworks Suite" verkauft wird.
Im August 2005 erschien die Version „ZENworks Suite 7“. Das Update "ZENworks 7 Suite with SP1 Interim Release 4" erschien im August 2011.
Mit dem im September 2007 veröffentlichten „ZENworks Configuration Management 10“ (ZCM10) wurde begonnen, eine neue Basis für die Software-Suite zu verwenden. Ziel der neuen Ausrichtung ist es, eine möglichst komplette und integrierte Lösung anzubieten. Das gilt sowohl vom Funktionsumfang als auch vom (Be-)Nutzen durch einen „Single Client / Single Console“-Ansatz. Von ZCM10 konnten Lizenzen in einer "Standard"-, "Advanced"- oder einer "Enterprise"-Version erworben werden.
Die Standard-Version umfasste
- "ZENworks 10 Configuration Management",
- "AdminStudio 11 Standard Edition" und
- "ZENworks Reporting Server" sowie
- eine 60-Tage-Probelizenz für "ZENworks 10 Asset Management" und "ZENworks 10 Patch Management".

Zusätzlich zu den Paketen der Standard-Version inkludierte die Advanced-Version die Vollversionen von
- "ZENworks 10 Patch Management",
- "ZENworks Linux Management" und
- "ZENworks Handheld Management" sowie
- eine 60-Tage-Evaluationslizenz für "ZENworks 10 Asset Management".

Die Enterprise-Version umfasste
- "ZENworks 10 Configuration Management",
- "ZENworks 10 Asset Management",
- "ZENworks 10 Patch Management",
- "ZENworks Endpoint Security Management",
- "ZENworks Linux Management",
- "ZENworks Handheld Management",
- "AdminStudio 11 Standard Edition" und
- den "ZENworks Reporting Server".[10]

Das im August 2012 erschienene "ZENworks 10 Configuration Management SP3" unterstützte "Windows Server 2008 R2" als "Primary Server" und "Windows 7" als verwaltetes Gerät.
Das „ZENworks 11 Support Pack 2“ erschien am 28. Oktober 2013. Das Update brachte jede Menge Verbesserungen und neue Funktionen. Beispielsweise war es nun möglich, ein fehlgeschlagenes Update zu patchen. Die Browser Firefox 6.0, 7.0, 8.0, 9.0 und 10.0 auf Windows und Linux sowie der Internet Explorer 9.0 wurden unterstützt.
Im Februar 2014 erschien das „ZENworks 11 Support Pack 3“. Zu den Neuerungen zählen Virtual Appliances. Das SP3 brachte unter anderem „Primary Server Support“ für Windows 8, Windows 2012 Server R2 und viele Red-Hat-Enterprise-Linux-Systeme. Außerdem folgten viele neue Funktionen in den ZENworks-Paketen. Zu den unterstützten Browsern zählten Firefox ESR 17 und 24, Firefox 24.0 und 25.0 (auf Windows und Linux) sowie Internet Explorer 8.0, 9.0 und 10.0.
Das „ZENworks 11 Support Pack 4“ wurde am 30. Juli 2015 veröffentlicht. Es brachte neue und verbesserte virtuelle Appliances, ZENworks Reporting 5.6.1, den ZENworks Update Service (ZeUS), eine grafische Verwaltung von SSL-Zertifikat-Authorities und Server-Zertifikaten, u. v. m.

## Ehemalige Bestandteile und Pakete

### Zen for Desktops (bis ZENworks 7.x)
Der Teilbereich von Zenworks Zen for Desktops (ZfD) war bis einschließlich "ZENworks 7.x" in die Suite integriert. Es befasste sich mit dem Lebenszyklus von Desktop-PCs in einem Netzwerk. Folgende administrative Aufgaben konnten mit ZfD realisiert werden:
- Softwareverteilung
- Remote Management
- Richtlinienverwaltung auf dem lokalen PC mit Hilfe von Gruppenrichtlinien
- Benutzermanagement auf dem lokalen PC
- Workstationsmanagement (Betriebssystemrollout etc.)

### Pakete und Funktionen (bis ZENworks 7.x)
- Desktop Management erlaubt Administratoren, Software zu installieren, konfigurieren, von einem Festplattenimage herüberzuspielen, inventarisieren und Ferndiagnose von Windows-basierten Workstations und Laptops von einer zentralen Position zu betreiben, mit Hilfe von Policy-betriebener Automation.
  - Softwarepakete, die über Desktop Management installiert werden, können selbstheilende Funktionen haben und können sich selbst bei Bedarf installieren.
  - Desktop Management unterstützt auch MSI Pakete und Group Policies.
  - Das Application Explorer utility (nalview.exe) stellt einen Novell Application Launcher (NAL) Sicht zur Verfügung, um Anwendungen in die Microsoft Windows Desktop Anzeige zu verknüpfen.
  - Desktop Management Software kann sowohl innerhalb wie außerhalb von Firewalls arbeiten.
- Personality Migration Software besteht aus einer modifizierten Version von DesktopDNA, welches im Moment im Besitz von Computer Associates ist. Administratoren können es benutzen, um Dokumente und Einstellungen von einem Windows-basierten Rechner zu einem anderen zu migrieren, unabhängig von der Version von Windows, welches auf beiden Rechnern läuft.
- Software Packaging besteht aus einer Spezialedition von Macrovisions AdminStudio Software, welches Administratoren erlaubt, zuverlässige MSI Pakete für Distributionen zu erstellen, indem man Desktop-Management Softwarekomponenten benutzt.
- Data Management, eine Version von Novells iFolder Software, erlaubt Benutzern Daten zu synchronisieren in einem speziellen lokalen Ordner (einem iFolder-Ordner auf einer Windows-Workstation, auf dem iFolder Client Software installiert ist) mit einem iFolder Server. Benutzer können auf iFolder Daten zugreifen, und zwar innerhalb des lokalen Netzwerkes und innerhalb des Internets über iFolder Server Web Interface. (Novell hat die iFolder-Funktionalität in iFolder 3.0 erheblich erweitert, es wurde Unterstützung für Linux-Workstations eingefügt und viele andere Funktionen.)
- Patch Management wird durchgeführt, indem eine modifizierte Version von der Software von PatchLink ausgeführt wird.
- Linux Management verwaltet das Red-Carpet-Softwarepaket, welches wiederum die RPM-Pakete, welche auf Linux-Workstations installiert sind, verwaltet. Zukünftige Versionen werden weitergehende Konfigurationen von Linuxstationen ermöglichen.
- Server Management erlaubt entfernt sitzenden Administratoren, Windows, Netware und Linux Server zu aktualisieren, zu konfigurieren und zu diagnostizieren, mit Hilfe von Policy-getriebener Automation.
- Handheld Management erlaubt Administratoren die Fernwartung von Palm OS, Windows CE, Windows Mobile und Blackberry OS.
- Asset Management, der Neuankömmling in der Suite, stellt nicht wirklich einen Teil von ZENworks 6.5 dar, aber läuft als ein "stand-alone" Produkt, welches zukünftig in der nächsten Version der Suite integriert wird. Dieses Produkt stellt eine größere Anzahl von Optionen für Inventarisierung zur Verfügung, sowohl für Hardware wie für Software.

### Verwaltete Plattformen und Systeme
- Desktop Management
  - Windows 8 und 8.1
  - Windows 7
  - Windows Vista
  - Windows XP Professional SP3
  - Windows 2000 Professional SP4
  - Windows 98 SE
  - Windows XP Tablet PC Edition
- Server Management
  - NetWare 5.1, NetWare 6 und NetWare 6.5
  - Novell Open Enterprise Server 6.5
  - Windows 2000 Server und Windows Server 2003
  - SUSE LINUX Enterprise Server 8,9 und 10
  - Red Hat Advanced Server 2.1 und Red Hat Enterprise Server 2.1
  - Red Hat Enterprise Linux AS 3 und 4 and Red Hat Enterprise Linux ES 3 und 4
  - Solaris 9
- Linux Management
  - Suse Linux Enterprise Desktop 10
  - Open Suse 10.3
  - Novell Linux Desktop SP1, x86, x86_64 und x86_EM64T
  - Novell Open Enterprise Server, x86
  - SUSE LINUX Enterprise Server 9 SP1 und 10: x86, x86_64 und x86_EM64T
  - SUSE LINUX Professional 9.3, x86, x86_64 und x86_EM64T
  - Red Hat Enterprise Linux 4.0 AS, ES, WS und x86
- Handheld Management
  - Palm OS 3.5 und neueren Palm-Geräten
  - Windows CE 2.11 und neuer (einschließlich Pocket PC Geräten)
  - BlackBerry 850/857 Geräte using the DataTAC network and BlackBerry 950/957 devices using the Mobitex network
  - Synchronized devices, through a Windows 95 and later desktop, or via TCP/IP to the ZENworks Handheld Management server.

### Management Server Platforms
- Desktop Management
  - NetWare 6.5 SP1
  - NetWare 6 SP4
  - Windows 2000 Server SP4
  - Windows Server 2003
  - SUSE LINUX Enterprise Server 9 SP1 und 10
- Server Management
  - NetWare 5.1, NetWare 6 or NetWare 6.5
  - Windows 2000 Server oder Windows Server 2003
  - SUSE LINUX Enterprise Server 8,9 und 10
  - Red Hat Advanced Server 2.1 oder Red Hat Enterprise Server 2.1
  - Red Hat Enterprise Linux AS 3 und 4 and Red Hat Enterprise Linux ES 3 und 4
- Linux Management
  - SUSE LINUX Enterprise Server 9 SP1 x86 und 10
- Handheld Management
  - Windows 2000 Server oder Workstation

## ZENworks 2017 Systemanforderungen
- Windows Server
  - Windows 2012 Server x86_64 (Foundation, Essential, Standard oder Datacenter Edition)
  - Windows 2012 Server R2 x86_64 (Foundation, Essential, Standard oder Datacenter Edition)
  - Windows 2016 Server x86_64 (Essential, Standard, Datacenter und Storage Editions)
- Linux Server
  - SLES 11 SP3 x86_64
  - SLES 11 SP4 x86_64
  - SLES 12 x86_64
  - SLES 12 SP1 x86_64
  - SLES 12 SP2 x86_64
- Prozessor
  - Geschwindigkeit: mindestens 2,0 GHz
  - Typ: CPU der Serverklasse, z. B. AMD64 Dual Core oder Intel EM64T Dual Core (oder schneller)
- RAM
  - Mindestens 4 GB, empfohlen mindestens 8 GB
- Festplattenspeicher
  - 20 GB für die Installation
  - 500 MB für das TMP-Verzeichnis
  - ZENworks-Datenbank 10 GB für je 1000 Geräte
  - Audit-Datenbank 10 GB für je 5000 Geräte
  - Patch Management (heruntergeladene Patch-Inhalte) mindestens 25 GB
- Bildschirmauflösung
  - Grafikkarte: 256 Farben
  - Bildschirmauflösung: mindestens 1024 × 768
- Unterstützte Hypervisoren
  - VMware-Arbeitsstation 6.5
  - Citrix XenServer 5.x, 6.2 und 6.5
  - XEN auf SLES 11 SP4, SLES 12 und SLES12 SP1
  - VMware ESXi 5.x und 6.x
  - Microsoft Hyper-V Server Windows 2012, 2012 R2 und 2016.

## ZENworks 2020
Im Oktober 2019 wurde ZENworks 2020 veröffentlicht.